# Michelson-Morley-experiment
Het Michelson-Morley-experiment is een experiment waarin de snelheid van licht evenwijdig aan de baan van de Aarde wordt vergeleken met de snelheid van licht loodrecht op die baan. Het was een poging om de ether te detecteren en de eigenschappen ervan te bepalen, en werd in 1887 uitgevoerd door Albert Michelson en Edward Morley. De uitkomst van het experiment wordt beschouwd als het eerste bewijs tegen het bestaan van de ether, zijnde het medium waarvan verondersteld werd dat het de verplaatsing van licht mogelijk maakte.

## Reden van het experiment
Volgens veel klassieke wereldbeelden stond de Aarde stil in het centrum van het heelal.
In de 19e eeuw was men er reeds lang van overtuigd dat dit niet juist was: de Aarde was in beweging in een baan om de Zon (snelheid 30 km/s). Bovendien was de Zon in beweging rondom de kern van de Melkweg met een snelheid van 220 km/s en sleurde ze daarbij de Aarde mee. De Melkweg was waarschijnlijk ook in beweging, maar niemand wist hoe.
Het was niet eenvoudig de beweging van de Zon te constateren; men kon alleen vaststellen dat de Zon in beweging was ten opzichte van andere sterren.
Aangezien alle sterren gelijkwaardig zijn, was het ongerijmd te veronderstellen dat de Zon stilstond, maar daaruit bleek niet welke ster stilstond en welke in beweging was.
Michelson en Morley meenden de oplossing te kunnen vinden in de ether, het veronderstelde medium waardoor licht zich verplaatste.
Als de ether een absoluut stilstaand medium was, kon men de beweging van de Aarde aantonen door de lichtsnelheid in verschillende richtingen te vergelijken.

## Het experiment

Interferometer.
Het licht wordt in een halfdoorlatende spiegel gesplitst en via twee spiegels weer samengevoegd. Een snelheidsverschil zou moeten leiden tot een interferentiepatroon in de detector.

Voor dit experiment ontwikkelde Michelson de optische interferometer.
Een straal coherent, monochromatisch licht werd via een halfdoorlatende spiegel gesplitst in twee stralen die een rechte hoek met elkaar maakten.
Als de stralen weer bij elkaar kwamen, ontstond er een interferentiepatroon.
Als de Zon stilstond ten opzichte van de ether, zou de beweging van de Aarde zichtbaar zijn door een afwijkend interferentiepatroon als de positie van het apparaat werd veranderd.
Er werd inderdaad een verschil gezien, maar dat was minder dan verwacht en viel binnen de onnauwkeurigheid van het apparaat.
Samen met Morley werd een nauwkeuriger interferometer gebouwd. Om te voorkomen dat storende trillingen de meetresultaten zouden beïnvloeden was de optische meetapparatuur op een massief blok zandsteen gemonteerd dat op een laag kwikzilver dreef. Desondanks bleek het resultaat negatief.
De merkwaardige conclusie van het experiment was dat de lichtsnelheid in alle richtingen gelijk was.
Dat kon betekenen dat de Aarde toch stilstond, maar die conclusie werd direct als ongerijmd verworpen.
Het kón ook niet juist zijn, want de Aarde is in een baan om de Zon, waardoor de snelheid na een half jaar 60 km/s hoger of lager is. Dat verschil werd niet gemeten.
Het experiment leek mislukt te zijn, maar leverde in werkelijkheid een verrassend resultaat op:
de conclusie was dat de ether als "stoffelijk" medium niet bestond en dat de lichtsnelheid tussen bron en daarmee gefixeerde waarnemer werkelijk onafhankelijk is van de beweging van de bron en de daarmee gefixeerde waarnemer.
Het is een van de belangrijkste en beroemdste experimenten in de geschiedenis van de natuurkunde. Het niet verwachte nul-resultaat had vergaande consequenties. Albert Einstein ontwierp in 1905 de speciale relativiteit die volkomen aansloot bij het resultaat van de meting, althans voor wat betreft het gedeelde uitgangspunt dat de ether niet bestaat. Het wordt betwist of Einstein op de hoogte was van het resultaat van het Michelson-Morley-experiment. Maar op pagina 891 vierde regel van onderen merkt Einstein op dat de resultaten van Michelsons experiment zeer nauwkeurig waren. Einstein heeft zijn theorie gebouwd op de wetten van Maxwell, die hij relativistisch interpreteerde, en de lengtecontractie van Hendrik Lorentz. Dat de lichtsnelheid constant is tussen gefixeerde bron en waarnemer, komt voort uit de meting van Michelson en niet vanwege een bewijs door de relativiteitstheorie.

## Het beroemdste mislukte experiment
De ironie wil dat het experiment, ondanks alle voorbereiding, resulteerde in een mislukking, tot heden het beroemdste mislukte experiment. In plaats van dat men inzicht kreeg in de eigenschappen van de ether, bleek uit niets dat de beweging van de Aarde een "etherwind" opleverde. De apparatuur gedroeg zich alsof er helemaal geen etherwind was, alsof de Aarde stilstond.
Hoewel Michelson en Morley na hun eerste publicatie in 1887 zich gingen wijden aan andere experimenten, bleven ze ook op dit terrein actief. Er werden andere versies van het experiment uitgevoerd, met steeds hogere nauwkeurigheid. Kennedy en Illingsworth vervingen de spiegels door platen met een vertraging van een halve golflengte. Illingsworth vond geen veranderingen binnen 1/300e van de golflengte en Kennedy niet binnen 1/1500e. Miller bouwde later een niet-magnetisch apparaat om magnetostrictie te vermijden, terwijl Michelson gebruik maakte van invar om thermische invloeden te vermijden. Anderen voerden experimenten uit met een hogere nauwkeurigheid, waarbij diverse neveneffecten werden vermeden. Het resultaat was steeds negatief.
Morley was niet overtuigd van zijn metingen en voerde met Dayton Miller nieuwe experimenten uit. Miller probeerde zijn experiment nauwkeuriger te maken, daarvoor werkte hij aan het Mount Wilson observatory aan een opstelling met een straal van 32 m. De muren maakte hij van canvas, zodat de muren enige beweging in de ether niet zouden kunnen beïnvloeden. Zijn metingen wezen op een seizoensinvloed, waarvoor hij dacht dat de etherwind de oorzaak zou zijn. Toch waren de metingen 50 keer zo klein als de theorie voorspelde.
Later voerde ook Kennedy een experiment uit op de Mount Wilson. Zijn uitkomsten wezen op een effect 10 keer zo klein als gesuggereerd door Miller, maar hij vond geen seizoensinvloeden. Millers resultaten werden in 1928 op een bijeenkomst door Michelson, Lorentz en anderen bestudeerd. Meer experimenten waren nodig om de resultaten van Miller te bevestigen. Lorentz twijfelde eraan dat de resultaten in overeenstemming waren met de relativiteitstheorie, waaraan hij en met name Einstein hadden gewerkt. Einstein was bij de bijeenkomst niet aanwezig, maar was het toch al niet eens met de resultaten.
Nog steeds wordt het Michelson-Morley-experiment uitgevoerd, met steeds grotere precisie. Daarbij wordt laserlicht gebruikt, dat kilometers aflegt voor het wordt geregistreerd. Ook de techniek van masers wordt gebruikt. Charles H. Townes, die aan de eerste maser meewerkte, heeft ook aan deze experimenten meegedaan. In 1958 werd een maximum verschil van 30 m/s voor de beweging bepaald. In 1974, met een experiment met lasers, dat het triangular Trimmer experiment werd genoemd, werd een bovengrens van 0,025 m/s bepaald. Een jaar lang meten, Hils and Hall, in 1990, gaf een maximum van 2×10−13 m/s.
Dat er geen verschil in snelheid van het licht in verschillende richtingen werd gemeten, kwam niet overeen met de ideeën van de beweging van het licht door de ether. Michelson dacht aan een onbekend effect, anderen dachten dat de zwaartekracht invloed op de ether zou hebben. Hoewel Miller wanden van canvas had gebruikt, dacht hij dat de muren om de opstelling de etherwind zouden tegenhouden. Voor de theorie van de ether was nog geen goede aanwijzing gevonden.
Hamar draaide de invloed van buitenaf om. Hij plaatste twee enorme blokken lood bij de interferometer. Wanneer de ether door de zwaartekracht werd beïnvloed, zou het lood de metingen moeten veranderen. Er bleek geen effect te meten.
Walter Ritz kwam met een theorie, die een soort voorloper was van de relativiteitstheorie. Deze theorie werd bekend als het tweede postulaat. De theorie was in overeenstemming met de metingen. Metingen aan dubbelsterren met de interferometer, geïnterpreteerd door Ritz, kwamen niet overeen met genomen foto's. Het eerste postulaat zegt, dat relatieve metingen niet mogen afhangen van het coördinatenstelsel ten opzichte waarvan ze worden gedaan. Anderen kwamen met soortgelijke theorieën. De hele opstelling werd zo gebouwd, dat die met constante snelheid draaide. Daarmee konden de theorieën, zoals die van Ritz, worden gecontroleerd. De bedoeling was dat het licht, dat in de opstelling zowel de ene kant en de andere kant op ging, verschillende afstanden zou afleggen. Volgens Ritz zou er geen verandering zijn. Toch werd er een klein effect gemeten, dat tegenwoordig bij de techniek van ringlasergyrokompassen wordt gebruikt.
Een oplossing werd gevonden met de theorie van de Fitzgerald-Lorentzcontractie. Voor een voorwerp in beweging ten opzichte van de ether, worden het voorwerp zelf en afstanden in de richting van de beweging korter. Daardoor zou geen verschil kunnen worden gemeten. In 1932 werd met het Kennedy-Thorndike experiment aangetoond, dat de metingen behalve onafhankelijk van de oriëntatie van de opstelling, ook onafhankelijk van de snelheid van de opstelling ten opzichte van de ether was. Ernst Mach was een van de eersten, die vonden dat het experiment bewees dat de theorie van de ether niet goed was. Einsteins speciale relativiteitstheorie had de Fitzgerald-Lorentzcontractie als gevolg, en dat was ermee in overeenstemming dat het Michelson-Morley-experiment niets liet zien. Toch werden in 1928 Millers metingen nog serieus genomen, die op een seizoensinvloed wezen.
Er is een theoretische elektrostatische versie van het experiment, het Trouton-Noble experiment, maar het is niet zeker dat een dergelijk experiment nauwkeurig genoeg is.